# LVMH

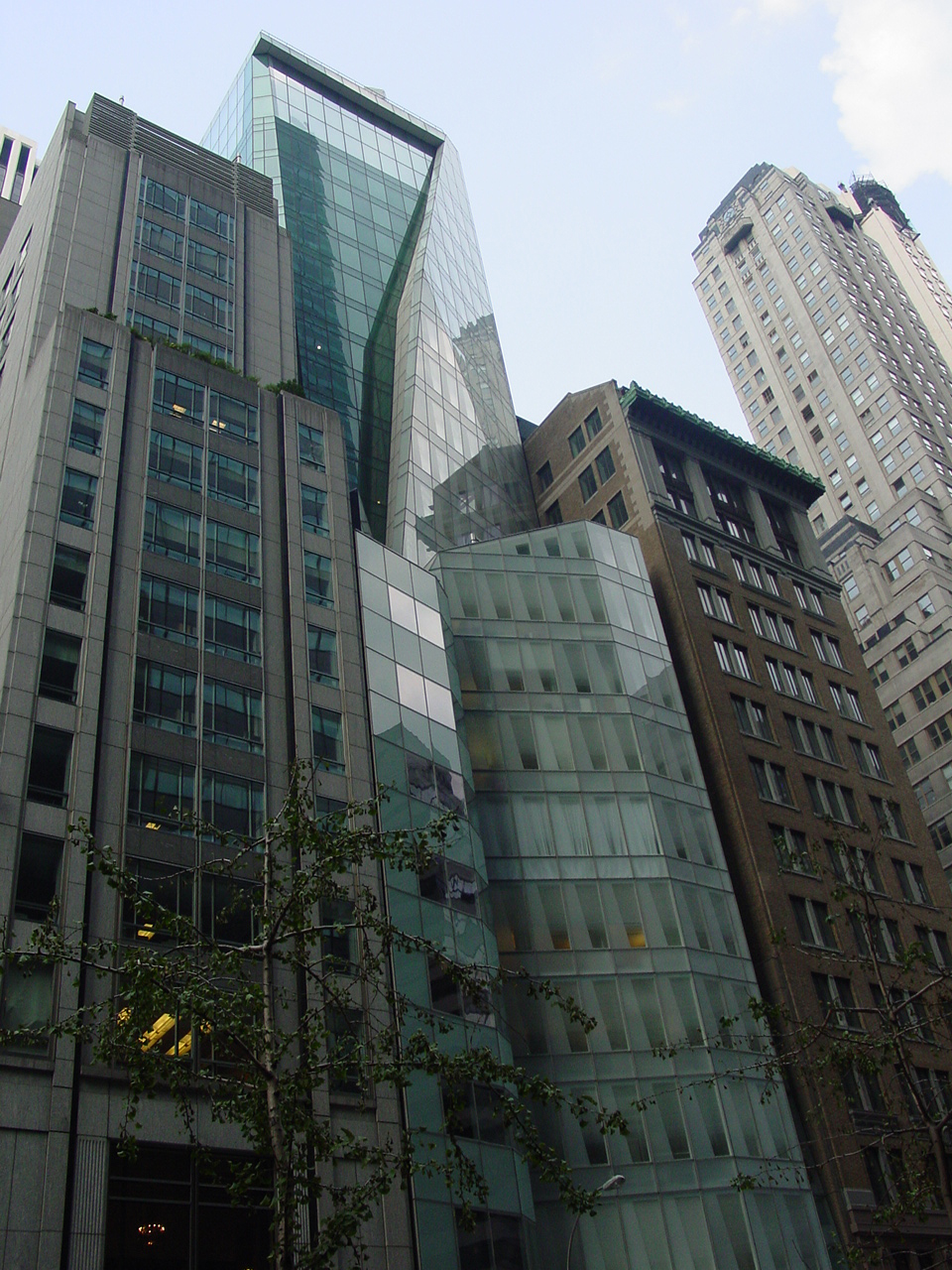
LVMH-huset i New York.

LVMH Moët Hennessy Louis Vuitton SE, ofta förkortat till LVMH, är ett franskt holdingbolag och ett av världens största företag inom lyxproduktbranschen. Inom koncernen finns ett 60-tal underbolag med cirka 75 kända varumärken; dessa bolag sköts ofta oberoende av moderbolaget. Bolaget är noterat på Parisbörsen.
Koncernen bildades efter samgåendena mellan champagneproducenten Moët et Chandon och den ledande cognacproducenten Hennessy samt slutligen (1987) med modehuset Louis Vuitton.

## Översikt
Företaget har sitt säte i Paris. Man har cirka 77 000 medarbetare och en vinst på cirka 16 miljarder USD (2005). Bolaget är noterat på CAC 40-indexet på Euronext-börsen.
I slutet av april 2023 var bolaget, som första europeiska börsbolag, värderat till över 500 miljarder dollar. Vinsten för första halvåret 2023 uppgick till 133 miljarder kr.

## LVMH:s märken

### Vin och sprit
- Cognac: Hennessy
- Champagne: Moët & Chandon, Dom Pérignon, Mercier, Veuve Clicquot, Krug, Ruinart
- Vodka: Belvedere
- Whisky: Glenmorangie, Ardbeg
- Vin: Château d'Yquem, Domaine Chandon (Kalifornien, Argentina samt Australien), Cloudy Bay, Cape Mentelle, Newton Vineyard, Terrazas de los Andes, Cheval des Andes, Numanthia
- Rom: 10 cane
- Wenjun

### Mode och lädergods
- Louis Vuitton
- Dior
- Loewe
- Céline
- Berluti
- Kenzo
- Givenchy
- Marc Jacobs
- Fendi
- StefanoBi
- Emilio Pucci
- Thomas Pink
- Donna Karan
- Nowness
- Fenty Beauty

### Parfym och kosmetik
- Parfums Christian Dior
- Guerlain
- Parfums Givenchy
- Kenzo Parfums
- La Brosse et Dupont
- Benefit Cosmetics
- Fresh
- Make Up For Ever
- Acqua di Parma
- Perfumes Loewe
- Fenty beauty

### Klockor och smycken
- TAG Heuer
- Zenith
- HUBLOT
- Dior Watches
- FRED
- Chaumet
- De Beers LV
- Tiffany & Co

### Detaljhandel
- DFS
- Miami Cruiseline Services
- Sephora
- sephora.com
- Le Bon Marché
- La Samaritaine

### Övrigt
- Groupe Les Echos : Les Echos, Connaissance des Arts, Classica, Radio Classique, Investir...
- Royal Van Lent
- Jardin d'Acclimatation